# Ravon Gentra
Ravon Gentra (укр. Равон Ґентра) - 4-дверний седан 2015 року, представлений як ребрендинг Daewoo Gentra. Дебют відбувся восени 2015 року в Москві.  
Існує кілька комплектацій: Comfort, Comfort +, Optimum, Optimum + і Elegant. 

## Опис

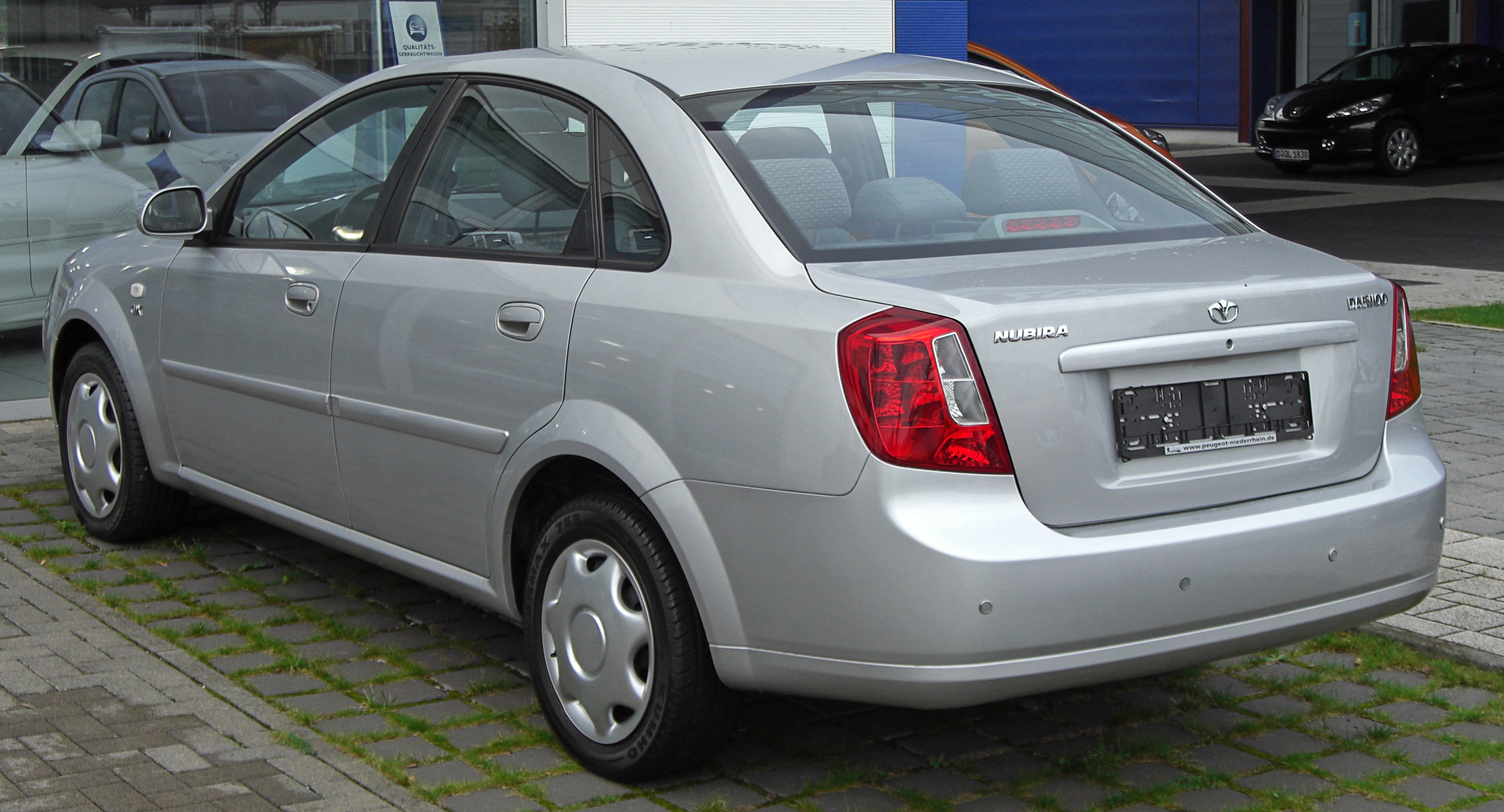
Daewoo Nubira

Ravon Gentra  2017 року має 1,5-літровий 4-циліндровий бензиновий мотор, потужністю 107 к.с. і обертовим моментом 5800 об/хв, працює в парі з 5 МКПП або 6 АКПП. Силовий агрегат автомобіля відповідає європейським екологічним нормам по розряду Євро-5. Оснащений таким силовим агрегатом седан споживає 8,5 л/100 км при їзді по місту і 6,5-7,0л/100км при їзді по трасі. Джентра, оснащений МКПП, може рухатися з максимальною швидкістю 180км/год, а час розгону до сотні 11,9 с. З АКПП, максимальна швидкість машини дорівнює 169 км/год, з розгоном до сотні за 13,3 с. Седан оснащується переднім приводом. 
Передня підвіска Ravon Gentra незалежна, McPherson. Позаду - незалежна, багатоважільна. Конструкція підвіски модернізована з урахуванням експлуатації на поганих дорогах, збільшений дорожній просвіт (він становить 160 мм). В цілому ходова частина Gentra відрізняється збалансованістю - міцно збита, щільна, але не на шкоду комфортності. В гідності її також можна віднести високу ремонтопридатність і вивченість вітчизняними сервісменам, та й самими власниками - як-не-як накопичений багаторічний досвід експлуатації популярної Chevrolet Lacetti. Габаритні розміри: 4515 x 1725 x 1445 мм (Д x Ш x В). Колісна база - 2600 мм. Максимальна вантажопідйомність - 360 кг. Багажник седана має об'єм 405 літрів. Пристойно, але серед суперників по класу буває і більше.
У базове оснащення Ravon Gentra (комплектація Comfort) входять протитуманні фари, електродзеркала з підігрівом, ручки дверей і бампер під колір кузова. Салон запропонує другий ряд сидінь, що складається в пропорції 60/40, центральний замок і електричні склопідйомники всіх дверей, тахометр в приладовій панелі, аудіопідготовку з антеною і 4 динаміками. Дорожча версія (Optimum) включає підігрів передніх сидінь, CD / MP3-програвач, 6 динаміків, роз'єм AUX. Максимальна комплектація (Elegant) передбачає мультифункціональний кермо з кнопками управління аудіосистемою, кондиціонер з салонним фільтром, задній розділовий підлокітник, кермо у шкіряній оплітці і з додатковим регулюванням по вильоту. Крім того, для Ravon Gentra виробник обіцяє такі функції, як контроль освітлення всередині салону, багатофункціональний дисплей.
У базі автомобіль має тільки одну подушку безпеки, кріплення дитячих крісел (Isofix), іммобілайзер і ABS (антиблокувальна система гальм). У максимальній комплектації пропонуються дві передніх подушки безпеки (пасажирська з функцією деактивації). Система курсової стійкості не передбачена.